# Resanterapi
Resanterapi eller resanmetoden har som utgångspunkt att känslominnen har stor betydelse för både psykisk och fysisk hälsa. Terapeuten hjälper klienten att finna undangömda känslominnen (sorg, ilska, övergivenhet, oro med mera) eller undertryckta känslor, arbeta sig igenom dessa känslor och till sist göra upp med de händelser som har med minnena att göra. Förlåtelse är ett nyckelinslag i processen.  
Metoden, som på engelska heter journeywork, utvecklades på 1990-talet av Brandon Bays och det är också hon som förvaltar och tillsammans med kollegor utbildar i denna terapiform. Utbildningen sträcker sig över cirka 1,5 år och består av ett antal moduler som genomförs på olika håll i världen samt online. För dem som går denna utbildning återstår sedan ett drygt 40-tal praktikfall för att befästa de olika verktygen i resanmetoden. Dessa dokumenteras av terapeuten och redovisas skriftligt till utbildaren, varefter ackreditering kan ske. 
På fackspråk kan resanterapi beskrivas som en introspektiv samtalsterapimetod inom den integrativa komplementärmedicinen. Varken utbildningen eller terapin ligger inom skolmedicinens eller Socialstyrelsens regelverk och kontroll.